# ムハンマド・アーディル・シャー (スール朝)
ムハンマド・アーディル・シャー（Muhammad Adil Shah, 生年不詳 - 1557年）は、北インド、 スール朝の第4代君主（在位：1554年 - 1555年 ）。

## 生涯
スール朝の創始者シェール・シャーの弟ニザーム・ハーンの息子として生まれた。
1554年11月、イスラーム・シャーが死亡してフィールーズ・シャーが王位を継承した。だが即位からわずか1ヶ月足らずで、従兄のムハンマド・アーディル・シャーが背いて暗殺し、王位を得た。
だが、これによってスール朝では内乱が発生し、混乱に陥った。そのため、アーディル・シャーは先代から頭角を現していたヘームーを宰相（ワズィール）と軍総司令官に任命した。ヘームーはそれまで戦った22回の戦いで一度も敗戦しなかった。
1555年、アーディル・シャーの姉妹の夫であるイブラーヒーム・シャーが反乱を起こし、アーディル・シャーの軍を破り、デリーを占拠した。だが、イブラーヒーム・シャーもまた、シカンダル・シャーによってデリーを追われた。
一方、アーディル・シャーは東部へと追われ、その地を領土としていたが、デリーを追われてきたイブラーヒーム・シャーが侵入してきた。だが、イブラーヒーム・シャーはヘームーによって、カールピーとカーンワーで二度にわたって破られ、バヤーナーの城へと逃げ込んた。
その間、ベンガルを統治していたムハンマド・ハーン・スーリーがカールピーに接近してきたため、バヤーナーを包囲していたヘームーを呼び戻した。アーディル・シャーはムハンマド・ハーンをカールピーの近郊チャッパルガッタで負かし、殺害した。
アーディル・シャーはチュナールを首都に、チュナールからベンガル国境に至るまでを支配した。その後、1556年にアーディル・シャーはヘームーに命じ、ムガル帝国を北インドから駆逐する遠征に向かわせた。
同年10月、ヘームーは激しい戦闘の末、デリーを占領した。だが、11月にヘームーはパーニーパットで帝国軍を迎え撃った際、圧倒的に優勢であったにもかかわらず、敗れて殺害された（第二次パーニーパットの戦い）。
1557年、アーディル・シャーはムハンマド・ハーンの息子ヒズル・ハーン・スーリーとの戦いに敗れ、戦死した。